# データストア
データストア（英語: Data store）は、ソフトウェアシステムにおいてデータを永続的に保存して管理する機能や主体を指す、総称的な名称である。データストアの具体的な実装として、データベースや、ファイルなどがある。
MATLABやVMwareのクラウドストレージシステム、Firefox OSはデータストアという言葉を、それらのアプリケーション内において、データの集合の配置場所を抽象化したものを指す言葉として用いている。

## データストアの種類
データストアの種類としては以下のようなものが挙げられる。

### ストレージモデル
- ダイレクトアタッチストレージ（DAS）- デバイスに直接接続する補助記憶装置[8]
- ネットワークアタッチドストレージ（NAS）- ネットワーク上に配置する補助記憶装置[8]
- クラウドストレージ - インターネットや専用のプライベートネットワークを介して利用できる遠隔の保存場所[8][9]

### データ配置アーキテクチャ
- 集中データストア
- 分散データストア
  - 分散データベース

### データ形式
- ファイル
- スプレッドシート
- データベース（データウェアハウス[8]）
  - 関係データベース（SQL）
  - NoSQL[6][10]
    - キーバリュー型データベース
      - ドキュメントデータベース（英語版）[11]

    - グラフデータベース（英語版）
    - ワイドカラム型ストア（英語版）

  - オブジェクト指向データベース